# Wereldtentoonstelling van 1897

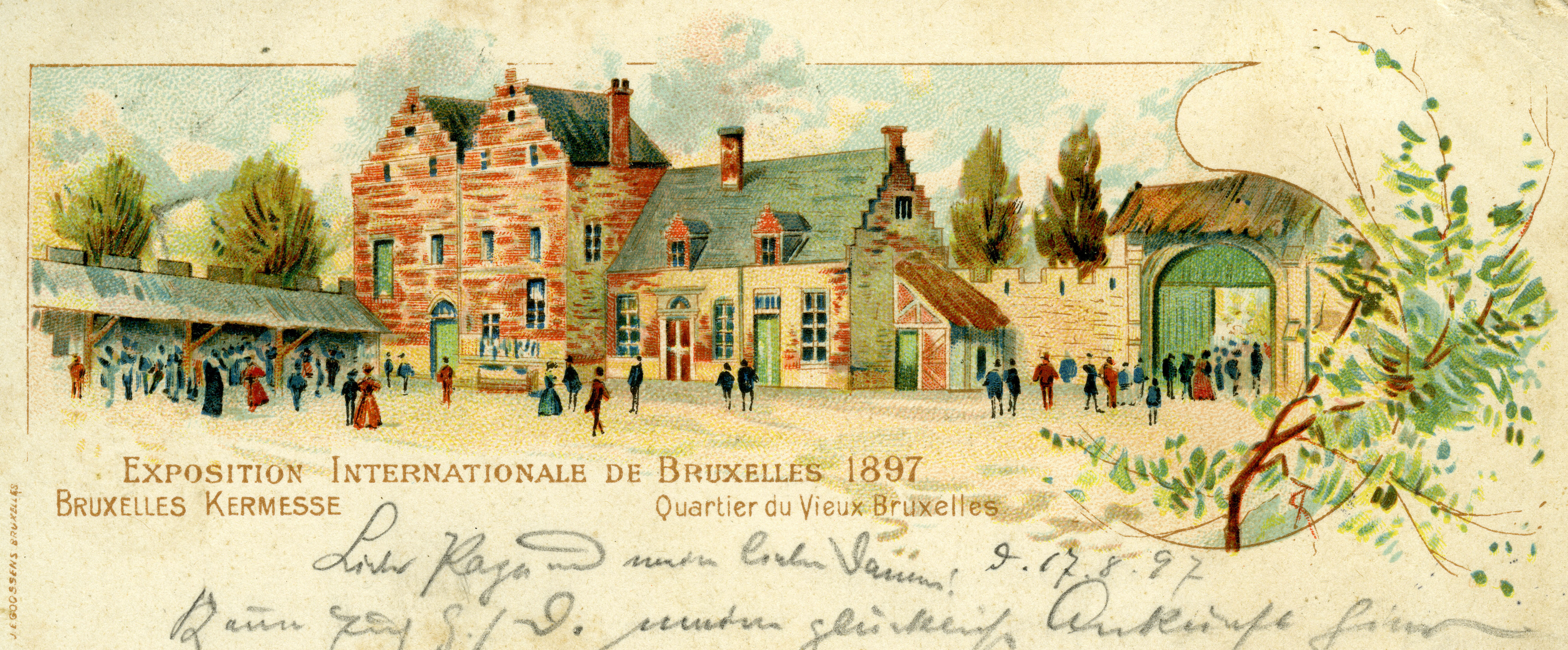
Een briefkaart van de tentoonstelling

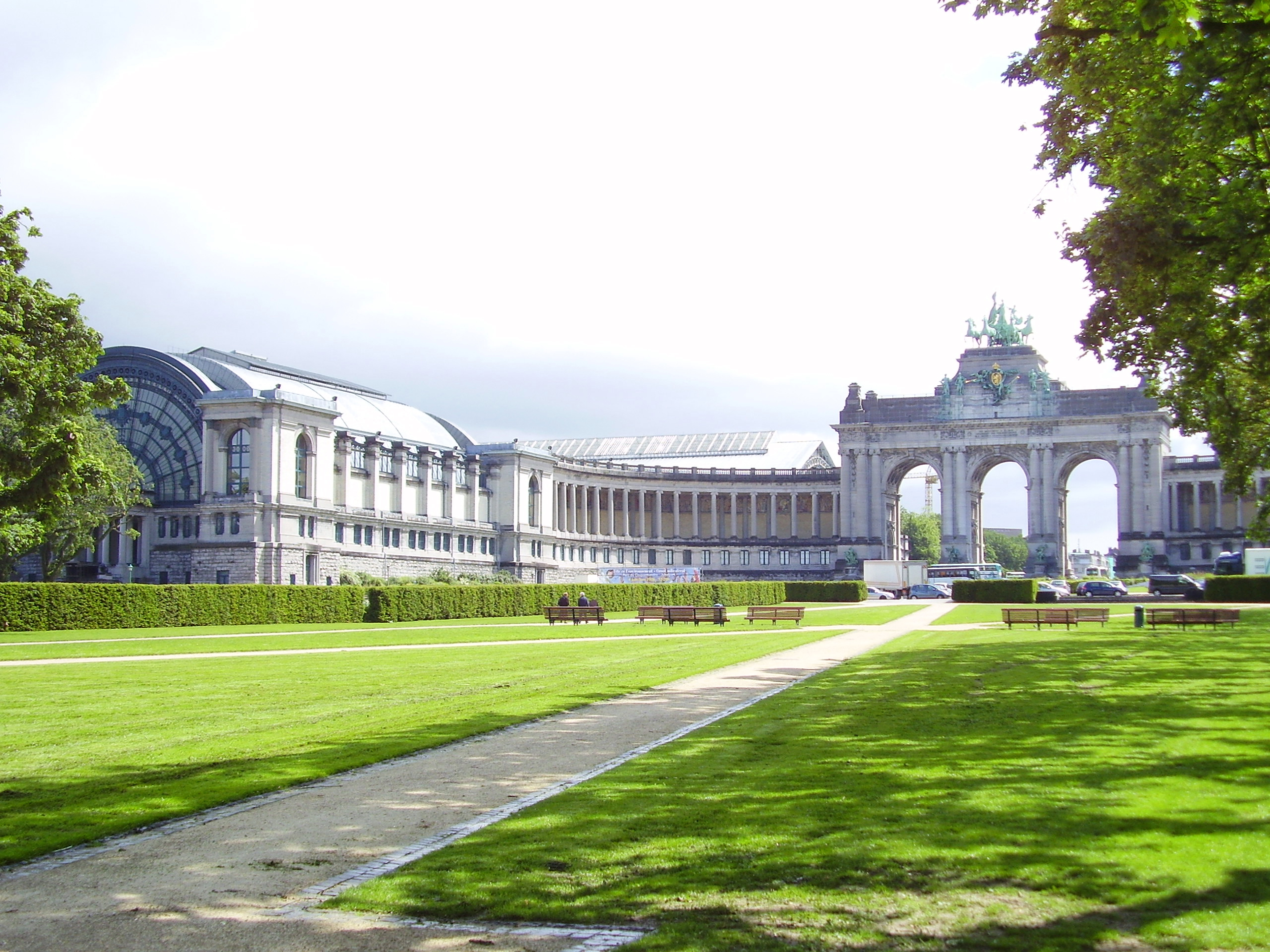
Het Jubelpark in Brussel. De huidige triomfboog werd echter pas in 1904 gebouwd

De wereldtentoonstelling van 1897 ofwel Exposition Internationale de Bruxelles werd gehouden van 10 mei tot 8 november 1897 in het Brusselse Jubelpark en in de naburige gemeente Tervuren. Het Bureau International des Expositions erkende de tentoonstelling achteraf als de twaalfde universele wereldtentoonstelling. Aan de tentoonstelling deden 27 landen mee. De toegangsprijs bedroeg 1 Belgische frank. Het evenement werd door zo'n 7,8 miljoen mensen bezocht.
De grootste nieuwigheid van de wereldtentoonstelling was dat ze op twee plaatsen doorging: in het Jubelpark in Brussel en in Tervuren. In deze laatstgenoemde gemeente bevonden zich de Kongo-afdeling van de tentoonstelling alsook enkele indrukwekkende machinehallen. De gehele oppervlakte van de expositie bedroeg hierdoor 36 hectare, wat, in vergelijking met latere exposities, nog vrij weinig was. Voor de verplaatsing tussen het Jubelpark en het Park van Tervuren werd de Tervurenlaan aangelegd, waar een tram de bezoekers van de ene naar de andere plek voerde. Hierdoor kwam tijdens en na de expositie de oostkant van Brussel tot bloei.
Ter gelegenheid van de tentoonstelling werden talrijke gidsen gedrukt die de buitenlandse bezoekers bekend maakten met de stad Brussel. Hierin stond de informatie die een toerist nodig had: de theaters, restaurants, banken, post en telegraafkantoren, de dienstregeling en tarieven van de tram, enzovoort. Dergelijke wereldtentoonstellingen waren een grote stimulans voor het massatoerisme dat in de belle époque zijn opmars kende. Dit alles was een gevolg van de almaar groeiende Belgische economie aan het einde van de 19e eeuw.

## Deelnemers
Aan de expositie namen 27 staten deel, waarvan de meeste uit Europa. Voor deze staten waren de paviljoenen als het ware een uitstalraam van hun macht, rijkdom en technische vaardigheden. Op Oceanië na waren alle werelddelen vertegenwoordigd. De deelnemende landen waren:
- Uit Europa:

Bosnië-Herzegovina, Bulgarije, Denemarken, Duitsland, Frankrijk (waarbij Algerije en Tunesië), Oostenrijk, Spanje, Griekenland, Hongarije, Italië, Luxemburg, Noorwegen, Nederland, Portugal, Roemenië, Rusland, het Verenigd Koninkrijk, Zweden en Zwitserland, plus België als organiserend land.
- Uit Afrika:

de Onafhankelijke Congostaat en Liberia
- Uit Noord- en Latijns-Amerika:

Chili, Paraguay, de Dominicaanse Republiek en de Verenigde Staten
- Uit Azië:

Perzië en Turkije

## Voorgeschiedenis
Aanvankelijk ontstond het idee voor de expositie Brussel-Tervuren als een privé-initiatief van de Brusselse handelaren en horeca. Op 26 mei 1893 werd een nv genaamd 'Bruxelles-Exposition' opgericht, met als doel een grote wereldtentoonstelling in Brussel te organiseren. Naast het initiatief van de handelaren en hoteliers kreeg het project ook steun vanuit de politiek en zakenwereld: volksvertegenwoordiger Maurice Lemonnier en senator-zakenman George Dupret worden gezien als de belangrijkste gangmakers. Ook vanuit koloniale kringen werd het idee met enthousiasme onthaald: Georges Brugmann, Jules Urban en Albert Thys verleenden hun medewerking.
De organisatie verliep echter niet zonder slag of stoot. De expositie had eigenlijk reeds in 1895 de deuren moeten openen, maar de Antwerpse wereldtentoonstelling van 1894 strooide roet in het eten. Daarbij kreeg het project te maken met financiële problemen en daarmee gepaard gaande politieke moeilijkheden. Men raakte het bovendien niet eens over de uiteindelijke locatie van het evenement: de beslissing om de expositie in het Park van Tervuren te houden, lokte hevig protest uit. Uiteindelijk mengde de staat, in de persoon van Leopold II, zich in het debacle. De tentoonstelling werd tot 1897 uitgesteld, zou plaatsvinden op twee locaties en de Belgische staat nam de belangrijkste infrastructuurwerken op zich. Dit maakte het voor de inrichters mogelijk de expositie uit te bouwen tot een groots en winstgevend feest.

## Attracties
De expositie wilde, naast het bieden van een inblik in andere culturen, de wonderen van de toenmalige technologische vooruitgang in de verf zetten. In Tervuren bevond zich een enorme machinegalerij waar bezoekers zich konden vergapen aan de technische nieuwigheden en spoorwegmateriaal. Belangrijke industriëlen uit binnen- en buitenland exposeerden er om meer internationale bekendheid te vergaren. Verder pakte de expositie uit met enkele stunts als een 'elektrisch restaurant', het grootste vat ter wereld (met een inhoud van 1,28 miljoen liter) dat tevens ingericht was als restaurant, en een grote luchtballon die de inwoners een overzicht over de tentoonstelling bood. Op 30 mei 1897 ontplofte deze ballon echter boven het Jubelpark. Hierbij vielen geen slachtoffers. 
Er was echter ook plaats voor klassieke paviljoenen. Naar het model van de wereldtentoonstelling van 1889 in Parijs waren er ook typische exotische huizen en bouwwerken nagebouwd. In de Tunesische en Algerijnse wijk liepen voor de gelegenheid ook echte Arabieren rond. Een van deze paviljoenen bleef bewaard en werd later de grote moskee van Brussel. Ook de binnenlandse cultuur kwam ruimschoots aan bod. Zo vond men er reconstructies van gebouwen die in werkelijkheid reeds gesloopt waren. De paviljoenen Oud-Brussel en Oud-Antwerpen boden een nostalgische terugblik op vergane perioden. Verder was er nog een grote kermis die 2 hectare in beslag nam en kon men er aan talloze volksspelen deelnemen.

### Kongo-afdeling

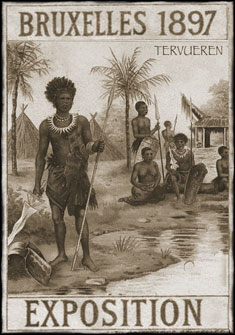
Affiche van de Kongo afdeling in Tervuren

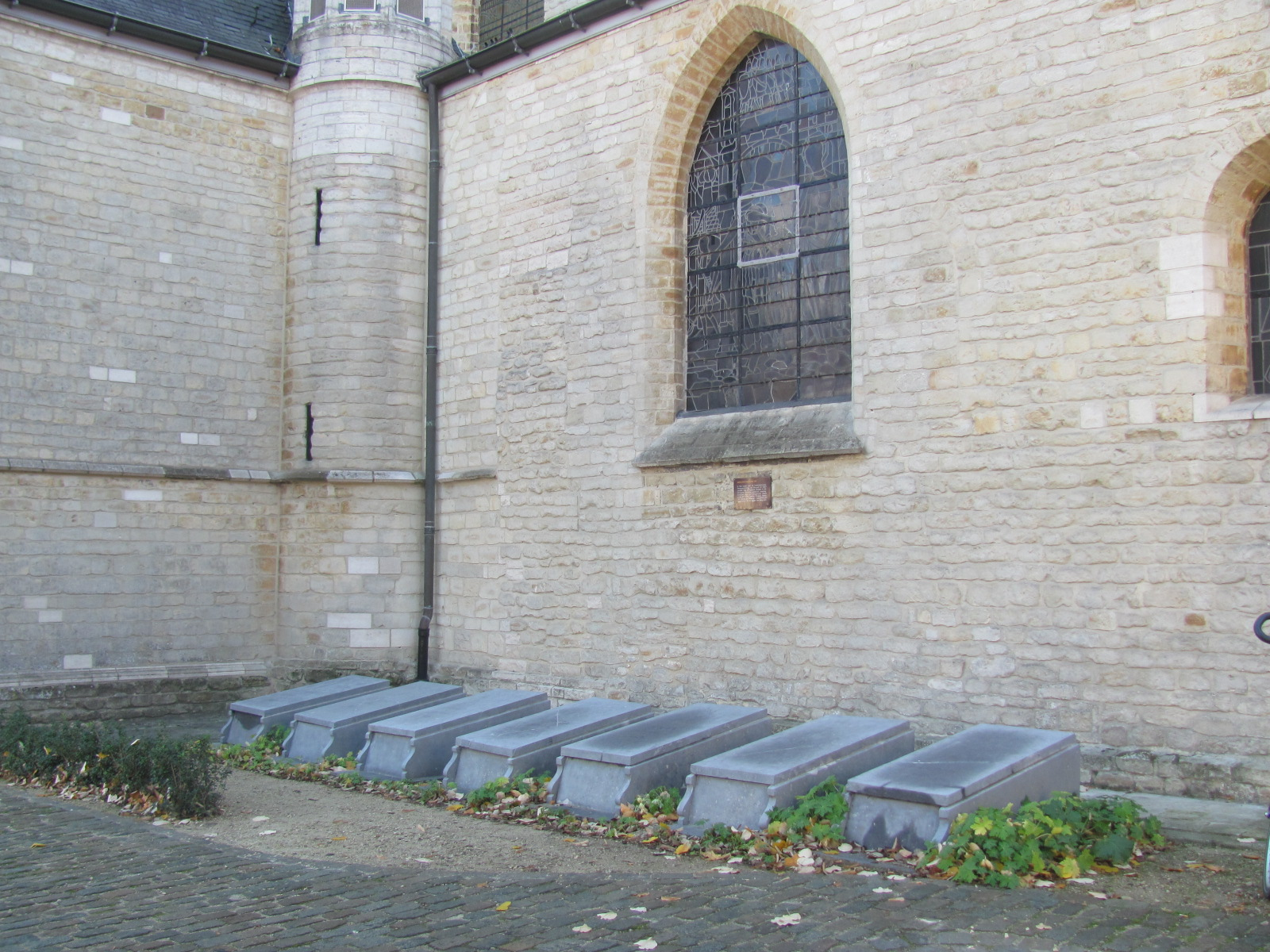
Een tiental jaren na de tentoonstelling werden de 7 overleden Congolezen verplaatst naar de binnenplaats van de Sint-Jan-Evangelistkerk

Een apart onderdeel was de Kongo-tentoonstelling die in Tervuren werd gehouden in het speciaal hiervoor gebouwde Afrikapaleis. Dit stond helemaal in het teken van de Onafhankelijke Congostaat van Leopold II.
De Kongo-tentoonstelling van 1897 was geen nieuw concept. In 1894 werd de Congostaat al eens uitgebreid tentoongesteld in Antwerpen. Deze keer richtte de Kongolese afdeling zich vooral op de publieke opinie ten opzichte van de Congostaat. Ter gelegenheid werden er levende Congolezen per schip naar Tervuren gebracht om drie traditionele dorpen te bevolken. De reis vanuit Kongo naar België duurde 30 dagen, waarbij er onderweg al twee Congolezen stierven. Op 27 juni 1897 arriveerden ze in Antwerpen, waar ondanks het slechte weer de inwoners massaal uitliepen om deze 'wonderbaarlijke zwarten' te aanschouwen. Na hun verblijf in Antwerpen vertrokken ze met de trein naar hun uiteindelijke bestemming, Brussel. Ook daar was het publiek in groten getale aanwezig bij hun aankomst op het Noordstation. Vanuit Brussel zetten de Congolezen hun reis voort naar Tervuren.
In Tervuren vertoonden de Congolezen voornamelijk het dagelijks leven in Kongo, zongen ze traditionele liederen, voerden ze voorouderlijke dansen uit en vervaardigden ze gebruiksvoorwerpen. Soms vermaakten ze de bezoekers met roeiwedstrijden in prauwen. De dorpen waren gebouwd rondom de vijvers van het Park van Tervuren en van het publiek gescheiden door een omheining, de bouwmaterialen werden speciaal uit Kongo overgebracht. Om het geheel een tropisch uiterlijk te geven, werden palm- en bananenbomen toegevoegd. Diverse etnische groepen uit Congo waren vertegenwoordigd, waaronder Mongo, Baluba, Bakongo, Batetela en ook twee pygmeeën. In totaal werden ongeveer 250 mensen overgebracht, onder wie ook zo'n 110 soldaten van de Force Publique. Zowel mannen, vrouwen als kinderen waren aanwezig.
Het Rode Kruis was ook aanwezig om de gezondheid van de Congolezen te bewaken en hen medisch te ondersteunen. Bij aankomst in Tervuren werden de Congolezen ondergebracht in het oude kasteel van Tervuren, waar ze tijdens de tentoonstellingsperiode verbleven. Het Belgische klimaat eiste echter slachtoffers, en veel Congolezen werden ziek. In totaal overleden zeven Congolezen. In eerste instantie probeerde de organisatie de dood van de eerste Congolees geheim te houden, maar het nieuws kwam toch naar buiten. Op 4 juli 1897 werd in de krant Le Peuple gemeld dat een Congolees was overleden. Toen er in augustus meerdere Congolezen kort na elkaar stierven, ontstond er een groot debat in België. Tegenstanders van Leopold zagen dit als een kans om kritiek te uiten op het Congo-project van de koning. Er werden zelfs vragen gesteld in het parlement en er gingen stemmen op om de tentoonstelling te sluiten en de Congolese groep onmiddellijk terug naar Afrika te sturen. Als gevolg daarvan werden de Congolezen vroegtijdig, op 30 augustus 1897, teruggebracht naar Kongo.
De overleden Congolezen die achterbleven, werden begraven op het kerkhof van Tervuren, maar ook dit ging niet zonder enige opschudding gepaard. De kranten berichtten over haastige en weinig waardige begrafenissen. Bovendien werden de Congolezen begraven op ongewijde grond, het gedeelte van het kerkhof waar doorgaans graven werden voorbehouden aan geesteszieken en zelfmoordenaars. Het Kerkje van Tervuren heeft daarmede tot op de dag van vandaag een speciale betekenis voor sommige Congolezen in België en fungeert hierdoor als een soort van bedevaartsoord.

## Trivia
- Tijdens de wereldtentoonstelling vond de eerste voorstelling plaats van Edgar Tinels opera Godelieve.
- Staalgigant Cockerill wilde aanvankelijk niet deelnemen aan de expositie maar zwichtte uiteindelijk onder de druk van de inrichters. Het hebben van dergelijk bedrijf was namelijk een toonbeeld van succes van een staat.